# 환경 강화
환경 강화(Environmental enrichment)는 물리적, 사회적 환경을 통해 뇌를 자극하는 것이다. 더 풍부하고 더 자극적인 환경에 있는 뇌는 시냅스 생성 속도가 더 높고 수상돌기 가지가 더 복잡하여 뇌 활동이 증가한다. 이 효과는 주로 신경 발달 중에 발생하지만, 성인기에도 그 정도는 덜하다. 시냅스가 추가되면 시냅스 활동도 증가하여 신경교 에너지 지원 세포의 크기와 수가 증가한다. 환경 강화는 또한 모세혈관을 강화하여 뉴런과 신경교세포에 추가 에너지를 제공한다. 뉴로필(뉴런, 신경교세포, 모세혈관, 결합)이 확장되어 피질이 두꺼워진다. 설치류 뇌에 대한 연구에 따르면 환경이 풍부해지면 신경생성 속도도 증가할 수 있는 것으로 나타났다.
동물에 대한 연구에 따르면 환경 강화는 알츠하이머병 및 노화와 관련된 기능을 포함한 수많은 뇌 관련 기능 장애의 치료 및 회복에 도움이 될 수 있는 반면, 자극이 부족하면 인지 발달이 손상될 수 있는 것으로 나타났다. 더욱이, 이 연구는 또한 환경이 풍부해지면 인지적 예비 수준, 즉 노화와 치매와 같은 상태의 영향에 대한 뇌의 탄력성이 높아진다는 사실도 제시한다.
인간에 대한 연구에 따르면 자극이 부족하면 인지 발달이 지연되고 손상되는 것으로 나타났다. 또한 연구에 따르면 더 높은 수준의 교육을 받고 참여하는 환경, 즉 사람들이 보다 도전적인 인지 자극 활동에 참여하는 환경에서는 인지적 예비력이 더 커진다는 사실이 밝혀졌다.

## 같이 보기
- 신경가소성
- 자극